# IV symfonia Góreckiego
IV symfonia Góreckiego „Tansman Epizody” – symfonia Henryka Mikołaja Góreckiego, dokończona przez syna Mikołaja Góreckiego w 2010 roku.
Utwór przeznaczony jest na orkiestrę symfoniczną, obejmującą: poczwórną obsadę instrumentów dętych drewnianych i blaszanych, perkusję, smyczki oraz fortepian i organy obligato. W kompozycji pojawiają się nawiązania do utworów Karola Szymanowskiego, Ryszarda Wagnera, Oliviera Messiaena oraz własnych. IV symfonia posiada klasyczny czteroczęściowy układ cyklu. Kompozycja jest swego rodzaju hołdem dla Aleksandra Tansmana, chociaż kompozytor nie zawarł nawiązań do jego twórczości.

## Historia
Kompozytor pozostawił utwór w wersji skróconej partytury ze wskazówkami dla syna Mikołaja Góreckiego, zobowiązując go do rozpisania pełnej wersji. Dzieło powstało na wspólne zamówienie Instytutu Adama Mickiewicza w Poznaniu, London Philharmonic Orchestra, South-bank Centre w Londynie, Los Angeles Philharmonic Association, Radio 4 NTR Zaterdag Matinee oraz Concertgewbouw w Amsterdamie. Bezpośredni wpływ na powstanie symfonii miała osoba Andrzeja Wendlanda, który był jednym ze współorganizatorów łódzkich Festiwali im. Aleksandra Tansmana. W 2002 Henryk M. Górecki odebrał w Łodzi Nagrodę Tansman 2002 za wybitną indywidualność i bezkompromisowość w twórczości. Utwór został napisany na wielką orkiestrę z organami i z fortepianem obbligato. Planowano wykonanie utworu w obecności kompozytora 17 kwietnia 2010 roku w Royal Festival Hall. Premiera nie doszła jednak do skutku z powodu choroby i śmierci Góreckiego. IV symfonię wykonano po raz pierwszy 12 kwietnia 2014 roku w londyńskiej Royal Festival Hall. Utwór wykonała London Philharmonic Orchestra pod batutą Andrzeja Boreyki. Dyrygent poprowadził też wykonania przez Los Angeles Philharmonic Orchestra w styczniu 2015 roku. Premiera amsterdamska miała miejsce 14 lutego 2015 roku. Utwór wykonano w Concertgebouw. Dyrygował Reinbert de Leeuw. Łódzka premiera odbyła się 15 lutego podczas Tansman Festival 2015. Symfonię wykonała Orkiestra Symfoniczna Filharmonii Śląskiej pod batutą Mirosława Jacka Błaszczyka, przy fortepianie wystąpiła Beata Bilińska. Katowicka premiera miała miejsce 27 lutego 2015 roku w Sali koncertowej im. Karola Stryji w Filharmonii Śląskiej.
W 2016 ukazała się książka Andrzeja Wendlanda, która stanowi próbę ujęcia całej twórczości Góreckiego przez pryzmat IV symfonii – Górecki IV Symfonia Tansman Epizody. Fenomen, Żywioł, Tajemnica.